# Naturschutzgebiet Waldbiotopkomplex Alsenberg / Schneebecke / Schlüsselsiepen
Das Naturschutzgebiet Waldbiotopkomplex Alsenberg / Schneebecke / Schlüsselsiepen mit 101,5 ha Flächengröße liegt nordöstlich von Wildewiese im Stadtgebiet von Sundern und im Hochsauerlandkreis. Das Gebiet wurde 2019 mit dem Landschaftsplan Sundern durch den Kreistag des Hochsauerlandkreises als Naturschutzgebiet (NSG) ausgewiesen. Vorher war das Gebiet ab 1993 als Teil vom Landschaftsschutzgebiet Sundern ausgewiesen. Das Naturschutzgebiet Schluchtwald Müggenholl liegt an einer Stelle nur wenige Meter weiter südlich vom NSG entfernt. Das NSG ist umgeben von Fichtenwäldern im Landschaftsschutzgebiet Sundern.

## Beschreibung
Beim NSG handelt es sich meist um Laubwaldbestände. Auch Bereiche mit Fichten gehören zum NSG.
Der Landschaftsplan führt zum NSG aus: „Im direkten Umfeld des Schneebecketales stocken auf mehreren Teilflächen naturnahe Laubwälder, die z.T. von Nadelholzforsten umgeben sind. Die Sohle der Kerbtäler mit der abschnittweise naturnahen Schneebecke und einem ebenfalls abschnittweise naturnahen namenlosen nordwestlichen Zufluss sind hier mit eingeschlossen. Gleiches gilt für den naturnahen Unterlauf der Schneebecke kurz vor ihrer Mündung in den Waldbach. An diesem Bachauenabschnitt stockt beidseitig des naturnahen Fließgewässers ein strukturreicher, z. T. quelliger Hainmieren-Schwarzerlenwald mit Eschen und auch eingestreuten Fichten. Die Strauch- und Krautschicht des Bestandes ist auffallend üppig ausgebildet. Der Laubholzbestand im Bereich des namenlosen zufließenden Seitenbaches ist im Westen des südexponierten Steilhanges ein alt- und totholzreicher Hainsimsen-Buchenwald, wobei Eiche beigemischt ist und der Wald eine Plenterstruktur aufweist und im Osten ein durchgewachsener Buchen-Eichen-Niederwald mit Birken, dem am Oberhang auch zahlreiche Fichten beigemischt sind. Auf der Talsohle im Süden der Teilfläche finden sich ein naturnaher Quellbachabschnitt und ein bachbegleitender, quellig durchsickerter Erlenwald. Etwas weiter östlich findet sich an einem ebenfalls südexponierten Mittelhang ein alt- und totholzreicher Hainsimsen-Buchenwald mit beigemischten Eichen. Ziemlich zentral im NSG umfasst eine große Laubholzfläche wiederum überwiegend alt- und totholzreiche Hainsimsen-Buchenwälder, denen andere Baumarten wie v. a. Traubeneichen beigemischt sind. Der plenterwaldartig genutzte größte Buchenbestand liegt östlich des Talgrundes, ein kleinerer nördlich. Nördlich des Schlüsselsiepens, westlich des Alsenberges stockt ein Eichenwald im starken Baumholzalter an einem nordöstlich exponierten Hang. Die ehemalige Niederwald-Bewirtschaftung ist vor allem noch an den Stubben zu erkennen. Neben Trauben- und Stiel-Eiche treten Birken und einzelne Rotbuchen auf. An den Baumstämmen wachsen viele Flechten. Mit Ausnahme einzelner Ilex-Sträucher fehlt eine Strauchschicht. Die Krautschicht erreicht jedoch trotz des Hainsimsen-Buchenwald-Standortes hohe Deckungsgrade. Der Bestand fällt durch seinen hohen Anteil von stehendem und liegendem Totholz auf. Die oberhalb liegende, im ganzen verfichtete Quellmulde des Schlüsselsiepens ist in die Festsetzung mit einbezogen. Gleiches gilt für die östlich davon liegende ebenfalls verfichtete Ursprungsmulde des weiteren Quellsiepens der Schneebecke, der im weiteren Verlauf in einen naturnahen Bachabschnitt übergeht, an dem ein bachbegleitender, quellig durchsickerter Erlenwald ausgebildet ist. Südlich der Mündung der Schneebecke in den Waldbach liegt am Nordosthang des Alsenberges ein Buchenaltholz. Die Buchen in dem alt- und totholzreichen, standortheimischen Hainsimsen-Buchenwald können bis zu 150 Jahre alt sein, nur vereinzelt sind Traubeneichen beigemischt. Die deutliche Plenterstruktur macht herdenweise eine erhebliche Buchen-Naturverjüngung möglich.“

## Schutzzweck
Laut Landschaftsplan erfolgte die Ausweisung zum:
- „Schutz, Erhaltung und Entwicklung naturnaher Laubwaldbestände und ihrer Lebensgemeinschaften durch naturgemäße Waldwirtschaft;“
- „Schutz, Erhaltung und Entwicklung naturnaher Mittelgebirgsbachauen(-abschnitte) als Trittstein- und Verbundbiotope in einer von Nadelholzforsten dominierten Waldlandschaft.“
- „Das NSG dient auch der nachhaltigen Sicherung von besonders schutzwürdigen Lebensräumen nach § 30 BNatschG und von Vorkommen seltener Tier- und Pflanzenarten.“[1]

## Forstliche Sonderregeln
Auf fünf Verbundflächen innerhalb des NSG ist weiterhin Nadelholzanbau mit einem Anteil von maximal 20 % zulässig. Außerhalb dieser Verbundflächen mit bis zu 20 % Nadelholz erfolgt der Umbau der Nadelwaldbereiche in Biotopkatasterflächen, Quell-, Siepen- und Feuchtbereichen in Laubholzbereiche unter Zahlung eines angemessenen Ausgleichs.